# Allsvenskan i bandy 1993/1994
Allsvenskan i bandy 1993/1994 var Sveriges högsta division i bandy för herrar säsongen 1993/1994. Norrgruppsvinnaren Västerås SK lyckades vinna svenska mästerskapet efter seger med 5-2 mot södergruppsvinnaren Vetlanda BK i finalmatchen på Studenternas IP i Uppsala den 20 mars 1994.

## Förlopp
Skytteligan vanns av Hans Johansson, Västerås SK med 40 fullträffar..

## Seriespelet

### Norrgruppen
Spelades 21 november 1993-19 januari 1994.
| Nr | Lag             | S  | V  | O | F  | +/-   | P  |
| -- | --------------- | -- | -- | - | -- | ----- | -- |
| 1  | Västerås SK     | 14 | 12 | 1 | 1  | 97-39 | 25 |
| 2  | Sandvikens AIK  | 14 | 12 | 1 | 1  | 87-47 | 25 |
| 3  | IK Sirius       | 14 | 7  | 3 | 4  | 55-43 | 17 |
| 4  | Kalix Nyborg BK | 14 | 6  | 3 | 5  | 58-51 | 15 |
| 5  | Ljusdals BK     | 14 | 5  | 1 | 8  | 47-50 | 11 |
| 6  | Selånger SK     | 14 | 5  | 0 | 9  | 40-64 | 10 |
| 7  | Edsbyns IF      | 14 | 4  | 0 | 10 | 50-71 | 8  |
| 8  | Katrineholms SK | 14 | 0  | 1 | 13 | 29-98 | 1  |

### Södergruppen
Spelades 21 november 1993-19 januari 1994.
| Nr | Lag                | S  | V  | O | F  | +/-   | P  |
| -- | ------------------ | -- | -- | - | -- | ----- | -- |
| 1  | Vetlanda BK        | 14 | 12 | 1 | 1  | 82-43 | 25 |
| 2  | IF Boltic          | 14 | 11 | 1 | 2  | 77-43 | 23 |
| 3  | Nässjö IF          | 14 | 7  | 2 | 5  | 50-51 | 16 |
| 4  | Villa Lidköping BK | 14 | 4  | 5 | 5  | 59-45 | 13 |
| 5  | IFK Motala         | 14 | 6  | 1 | 7  | 53-58 | 13 |
| 6  | IFK Kungälv        | 14 | 3  | 3 | 8  | 44-52 | 9  |
| 7  | Tranås BoIS        | 14 | 3  | 1 | 10 | 54-90 | 7  |
| 8  | IFK Vänersborg     | 14 | 3  | 0 | 11 | 34-71 | 6  |

### Elitserien
Spelades 23 januari-20 februari 1994.
| Nr | Lag                | S | V | O | F | +/-   | P  |
| -- | ------------------ | - | - | - | - | ----- | -- |
| 1  | Vetlanda BK        | 7 | 6 | 0 | 1 | 34-20 | 12 |
| 2  | IF Boltic          | 7 | 5 | 1 | 1 | 38-19 | 11 |
| 3  | Västerås SK        | 7 | 5 | 0 | 2 | 43-20 | 10 |
| 4  | IK Sirius          | 7 | 3 | 1 | 3 | 23-30 | 7  |
| 5  | Villa Lidköping BK | 7 | 3 | 0 | 4 | 22-24 | 6  |
| 6  | Kalix Nyborg BK    | 7 | 2 | 1 | 4 | 34-47 | 5  |
| 7  | Sandvikens AIK     | 7 | 1 | 1 | 5 | 26-30 | 3  |
| 8  | Nässjö IF          | 7 | 1 | 0 | 6 | 15-45 | 2  |

### Allsvenska fortsättningsserien
Spelades 23 januari-20 februari 1994.
| Nr | Lag             | S | V | O | F | +/-   | P  |
| -- | --------------- | - | - | - | - | ----- | -- |
| 1  | Edsbyns IF      | 7 | 4 | 2 | 1 | 25-19 | 10 |
| 2  | IFK Kungälv     | 7 | 4 | 1 | 2 | 29-20 | 9  |
| 3  | Selånger SK     | 7 | 4 | 1 | 2 | 20-14 | 9  |
| 4  | IFK Vänersborg  | 7 | 3 | 1 | 3 | 20-21 | 7  |
| 5  | IFK Motala      | 7 | 2 | 2 | 3 | 22-23 | 6  |
| 6  | Ljusdals BK     | 7 | 3 | 0 | 4 | 19-21 | 6  |
| 7  | Katrineholms SK | 7 | 1 | 3 | 3 | 17-22 | 5  |
| 8  | Tranås BoIS     | 7 | 1 | 2 | 4 | 19-31 | 4  |

## Seriematcherna

### Norrgruppen
| - 21 november 1993 Kalix Nyborg-Selånger 6-3 - 21 november 1993 Ljusdals BK-Edsbyns IF 3-4 - 21 november 1993 Sandvikens AIK-Katrineholms SK 11-3 - 21 november 1993 IK Sirius-Västerås SK 3-5 - 24 november 1993 Edsbyn-Sirius 3-6 - 24 november 1993 Katrineholm-Kalix Nyborg 0-3 - 24 november 1993 Selånger-Ljusdal 1-3 - 24 november 1993 Västerås-Sandviken 2-0 - 28 november 1993 Edsbyn-Katrineholm 6-2 - 28 november 1993 Kalix Nyborg-Sirius 3-3 - 28 november 1993 Sandviken-Ljusdal 3-2 - 28 november 1993 Västerås-Selånger 14-3 - 1 december 1993 Kalix Nyborg-Edsbyn 7-3 - 1 december 1993 Ljusdal-Västerås 4-9 - 1 december 1993 Sandviken-Selånger 4-1 - 1 december 1993 Sirius-Katrineholm 6-4 - 8 december 1993 Edsbyn-Sandviken 4-7 - 8 december 1993 Katrineholm-Ljusdal 3-7 - 8 december 1993 Selånger-Sirius 3-2 - 8 december 1993 Västerås-Kalix Nyborg 6-4 - 12 december 1993 Edsbyn-Västerås 3-7 - 12 december 1993 Kalix Nyborg-Sandviken 6-6 - 12 december 1993 Katrineholm-Selånger 2-4 - 12 december 1993 Sirius-Ljusdal 5-1 - 15 december 1993 Ljusdal-Kalix Nyborg 5-4 - 15 december 1993 Sandviken-Sirius 8-6 - 15 december 1993 Selånger-Edsbyn 4-2 - 15 december 1993 Västerås-Katrineholm 10-2 | - 26 december 1993 Edsbyn-Ljusdal 1-5 - 26 december 1993 Katrineholm-Sandviken 2-8 - 26 december 1993 Selånger-Kalix Nyborg 4-2 - 26 december 1993 Västerås-Sirius 1-1 - 29 december 1993 Kalix Nyborg-Katrineholm 2-0 - 29 december 1993 Ljusdal-Selånger 5-1 - 29 december 1993 Sandviken-Västerås 5-4 - 29 december 1993 Sirius-Edsbyn 3-2 - 2 januari 1994 Katrineholm-Edsbyn 3-8 - 2 januari 1994 Ljusdal-Sandviken 3-5 - 2 januari 1994 Selånger-Västerås 3-8 - 2 januari 1994 Sirius-Kalix Nyborg 2-2 - 6 januari 1994 Edsbyn-Kalix Nyborg 2-3 - 6 januari 1994 Katrineholm-Sirius 2-8 - 6 januari 1994 Selånger-Sandviken 3-5 - 6 januari 1994 Västerås-Ljusdal 2-1 - 14 januari 1994 Kalix Nyborg-Västerås 5-7 - 14 januari 1994 Ljusdal-Katrineholm 4-4 - 14 januari 1994 Sandviken-Edsbyn 12-3 - 14 januari 1994 Sirius-Selånger 5-2 - 16 januari 1994 Ljusdal-Sirius 1-2 - 16 januari 1994 Sandviken-Kalix Nyborg 7-5 - 16 januari 1994 Selånger-Katrineholm 4-0 - 16 januari 1994 Västerås-Edsbyn 5-3 - 19 januari 1994 Edsbyn-Selånger 6-4 - 19 januari 1994 Kalix Nyborg-Ljusdal 6-3 - 19 januari 1994 Katrineholm-Västerås 2-17 - 19 januari 1994 Sirius-Sandviken 3-6 |

### Södergruppen
| - 21 november 1993 IF Boltic-Vetlanda BK 3-7 - 21 november 1993 Nässjö IF-IFK Kungälv 2-2 - 21 november 1993 Tranås BoIS-Villa Lidköping BK 2-9 - 21 november 1993 IFK Vänersborg-IFK Motala 1-6 - 24 november 1993 Kungälv-Tranås 5-3 - 24 november 1993 Motala-Boltic 3-4 - 24 november 1993 Vetlanda-Vänersborg 3-1 - 24 november 1993 Villa Lidköping-Nässjö 3-3 - 28 november 1993 Boltic-Kungälv 3-0 - 28 november 1993 Motala-Vetlanda 2-6 - 28 november 1993 Nässjö-Tranås 8-3 - 28 november 1993 Villa Lidköping-Vänersborg 1-4 - 1 december 1993 Kungälv-Villa Lidköping 2-2 - 1 december 1993 Tranås-Motala 5-5 - 1 december 1993 Vetlanda-Nässjö 5-1 - 1 december 1993 Vänersborg-Boltic 2-4 - 8 december 1993 Boltic-Tranås 8-4 - 8 december 1993 Motala-Kungälv 4-5 - 8 december 1993 Vetlanda-Villa Lidköping 3-3 - 8 december 1993 Vänersborg-Nässjö 6-3 - 12 december 1993 Kungälv-Vetlanda 4-5 - 12 december 1993 Nässjö-Motala 2-1 - 12 december 1993 Tranås-Vänersborg 8-2 - 12 december 1993 Villa Lidköping-Boltic 3-5 - 15 december 1993 Boltic-Nässjö 3-6 - 15 december 1993 Motala-Villa Lidköping 3-8 - 15 december 1993 Vetlanda-Tranås 7-3 - 15 december 1993 Vänersborg-Kungälv 3-1 | - 26 december 1993 Kungälv-Boltic 3-4 - 26 december 1993 Tranås-Nässjö 3-5 - 26 december 1993 Vetlanda-Motala 5-1 - 26 december 1993 Vänersborg-Villa Lidköping 1-4 - 29 december 1993 Boltic-Vänersborg 11-1 - 29 december 1993 Motala-Tranås 5-4 - 29 december 1993 Nässjö-Vetlanda 4-8 - 29 december 1993 Villa Lidköping-Kungälv 5-5 - 2 januari 1994 Boltic-Motala 8-4 - 2 januari 1994 Nässjö-Villa Lidköping 4-2 - 2 januari 1994 Tranås-Kungälv 4-3 - 2 januari 1994 Vänersborg-Vetlanda 3-7 - 6 januari 1994 Kungälv-Nässjö 2-3 - 6 januari 1994 Motala-Vänersborg 6-2 - 6 januari 1994 Vetlanda-Boltic 4-8 - 6 januari 1994 Villa Lidköping-Tranås 12-2 - 14 januari 1994 Kungälv-Motala 4-7 - 14 januari 1994 Nässjö-Vänersborg 7-4 - 14 januari 1994 Tranås-Boltic 3-7 - 14 januari 1994 Villa Lidköping-Vetlanda 2-5 - 16 januari 1994 Boltic-Villa Lidköping 1-1 - 16 januari 1994 Motala-Nässjö 1-0 - 16 januari 1994 Vetlanda-Kungälv 6-4 - 16 januari 1994 Vänersborg-Tranås 3-6 - 19 januari 1994 Kungälv-Vänersborg 4-1 - 19 januari 1994 Nässjö-Boltic 2-8 - 19 januari 1994 Tranås-Vetlanda 4-11 - 19 januari 1994 Villa Lidköping-Motala 4-5 |

### Elitserien
| - 23 januari 1994 IF Boltic-Västerås SK 4-3 - 23 januari 1994 Nässjö IF-Kalix Nyborg BK 6-7 - 23 januari 1994 Sandvikens AIK-Villa Lidköping BK 3-4 - 23 januari 1994 IK Sirius-Vetlanda BK 3-4 - 26 januari 1994 Kalix Nyborg-Sirius 5-5 - 26 januari 1994 Vetlanda-Boltic 6-3 - 26 januari 1994 Villa Lidköping-Nässjö 9-0 - 26 januari 1994 Västerås-Sandviken 7-3 - 28 januari 1994 Boltic-Nässjö 7-0 - 30 januari 1994 Sandviken-Sirius 2-3 - 30 januari 1994 Vetlanda-Villa Lidköping 3-1 - 30 januari 1994 Västerås-Kalix Nyborg 12-4 - 11 februari 1994 Boltic-Villa Lidköping 4-2 - 11 februari 1994 Nässjö-Vetlanda 1-7 - 11 februari 1994 Sandviken-Kalix Nyborg 9-4 - 11 februari 1994 Sirius-Västerås 4-3 | - 13 februari 1994 Kalix Nyborg-Boltic 4-6 - 13 februari 1994 Vetlanda-Sandviken 4-2 - 13 februari 1994 Villa Lidköping-Sirius 3-1 - 13 februari 1994 Västerås-Nässjö 5-1 - 16 februari 1994 Boltic-Sirius 11-1 - 16 februari 1994 Kalix Nyborg-Villa Lidköping 7-0 - 16 februari 1994 Nässjö-Sandviken 5-4 - 16 februari 1994 Västerås-Vetlanda 7-1 - 20 februari 1994 Sandviken-Boltic 3-3 - 20 februari 1994 Sirius-Nässjö 6-2 - 20 februari 1994 Vetlanda-Kalix Nyborg 9-3 - 20 februari 1994 Villa Lidköping-Västerås 3-6 |

### Allsvenska fortsättningsserien
| - 23 januari 1994 Katrineholms SK-IFK Kungälv 2-2 - 23 januari 1994 Ljusdals BK-IFK Vänersborg 1-2 - 23 januari 1994 IFK Motala-Selånger Bandy 2-1 - 23 januari 1994 Tranås BoIS-Edsbyns IF 2-2 - 26 januari 1994 Edsbyn-Katrineholm 1-1 - 26 januari 1994 Kungälv-Motala 6-1 - 26 januari 1994 Selånger-Ljusdal 5-3 - 26 januari 1994 Vänersborg-Tranås 7-0 - 30 januari 1994 Kungälv- Vänersborg 4-1 - 30 januari 1994 Ljusdal-Katrineholm 4-1 - 30 januari 1994 Motala-Tranås 3-3 - 30 januari 1994 Selånger-Edsbyn 0-3 - 11 februari 1994 Katrineholm-Selånger 0-3 - 11 februari 1994 Ljusdal-Edsbyn 1-5 - 11 februari 1994 Motala-Vänersborg 6-0 - 11 februari 1994 Tranås-Kungälv 7-3 | - 13 februari 1994 Edsbyn-Motala 6-4 - 13 februari 1994 Kungälv-Ljusdal 4-3 - 13 februari 1994 Selånger-Tranås 5-2 - 13 februari 1994 Vänersborg-Katrineholm 5-2 - 16 februari 1994 Edsbyn-Vänersborg 5-2 - 16 februari 1994 Motala-Katrineholm 4-4 - 16 februari 1994 Selånger-Kungälv 3-1 - 16 februari 1994 Tranås-Ljusdal 2-4 - 20 februari 1994 Katrineholm-Tranås 7-3 - 20 februari 1994 Kungälv-Edsbyn 9-3 - 20 februari 1994 Ljusdal-Motala 3-2 - 20 februari 1994 Vänersborg-Selånger 3-3 |

## Slutspel om svenska mästerskapet 1994

### Åttondelsfinaler (UEFA:s cupmodell)
- 22 februari 1994: Edsbyns IF-Nässjö IF 4-4
- 22 februari 1994: IFK Kungälv-Sandvikens AIK 3-6
- 24 februari 1994: Nässjö IF-Edsbyns IF 6-1 (Nässjö IF vidare)
- 24 februari 1994: Sandvikens AIK-IFK Kungälv 12-5 (Sandvikens AIK vidare)

### Kvartsfinaler (bäst av fem matcher)
- 27 februari 1994: IK Sirius-Villa Lidköping BK 4-2
- 27 februari 1994: Vetlanda BK-Nässjö IF 4-2
- 27 februari 1994: IF Boltic-Sandvikens AIK 11-2
- 27 februari 1994: Västerås SK-Kalix Nyborg BK 4-2
- 2 mars 1994: Villa Lidköping BK-IK Sirius 1-2 sudden death
- 2 mars 1994: Nässjö IF-Vetlanda BK 2-7
- 2 mars 1994: Sandvikens AIK-IF Boltic 3-4 straffslag
- 2 mars 1994: Kalix Nyborg BK-Västerås SK 7-2
- 4 mars 1994: IK Sirius-Villa Lidköping BK 5-4 (IK Sirius vidare med 3-0 i matcher)
- 4 mars 1994: Vetlanda BK-Nässjö IF 12-1 (Vetlanda BK vidare med 3-0 i matcher)
- 4 mars 1994: IF Boltic-Sandvikens AIK 5-1 (IF Boltic vidare med 3-0 i matcher)
- 4 mars 1994: Västerås SK-Kalix Nyborg BK 6-3
- 6 mars 1994: Kalix Nyborg BK-Västerås SK 3-2 sudden death
- 9 mars 1994: Västerås SK-Kalix Nyborg BK 4-3 (Västerås SK vidare med 3-2 i matcher)

### Semifinaler (bäst av tre matcher)
- 11 mars 1994: Vetlanda BK-IK Sirius 4-2
- 11 mars 1994: IF Boltic-Västerås SK 2-4
- 13 mars 1994: IK Sirius-Vetlanda BK 3-7 (Vetlanda BK vidare med 2-0 i matcher)
- 13 mars 1994: Västerås SK-IF Boltic 4-3 (Västerås SK vidare med 2-0 i matcher)

### Final
- 20 mars 1994: Västerås SK-Vetlanda BK 5-2 (Studenternas IP, Uppsala)